# كارمن نوفوا
كارمن نوفوا (بالإسبانية: Carmen Ibis Novoa)‏ (21 أغسطس 1941 في الأوروغواي)؛ كاتِبة، رسامة وشاعرة أسترالية.